# Horodîșce (Horodîșce), Luțk
Horodîșce (în ucraineană Городище) este localitatea de reședință a comunei Horodîșce din raionul Luțk, regiunea Volînia, Ucraina.

## Demografie
Componența lingvistică a localității Horodîșce
     Ucraineană (99,51%)
     Alte limbi (0,49%)
Conform recensământului din 2001, majoritatea populației localității Horodîșce era vorbitoare de ucraineană (99,51%), existând în minoritate și vorbitori de alte limbi.